# Aeschynomene deamii
Aeschynomene deamii là một loài thực vật có hoa trong họ Đậu. Loài này được Robinson & Bartlett miêu tả khoa học đầu tiên.